# Velo (singolo)
Velo è un brano di Piero Pelù, terzo ed ultimo singolo estratto, nel 2006, dall'album In faccia. È stato pubblicato sia su CD sia on line.
La canzone tratta il tema del velo nell'Islam, sottolineando come esso sia strumento di separazione e divisione delle etnie in qualsiasi posto.
Il brano è presente nella colonna sonora del film Last Minute Marocco del 2007.

## Videoclip
Il video della canzone venne registrato in Repubblica Dominicana, più precisamente nella zona di Salcedo (Provincia Hermanas Mirabal) lungo il percorso de la "Ruta del Café" nel luglio 2006. Piero fu infatti promotore di un progetto di volontariato dell'ONG italiana Ucodep, da oltre 10 anni attiva in Repubblica Dominicana con progetti volti a migliorare le condizioni di vita della popolazione locale e del diritto all'educazione scolastica dei bambini.
La regia del video è di Beppe Tufarulo.

## Tracce
1. Velo